# Екартсберга
Екартсберга (нім. Eckartsberga) — місто в Німеччині, розташоване в землі Саксонія-Ангальт. Входить до складу району Бургенланд. Складова частина об'єднання громад Ан-дер-Фінне.
Площа — 35,95 км2. Населення становить 2302 ос. (станом на 31 грудня 2021).

## Галерея

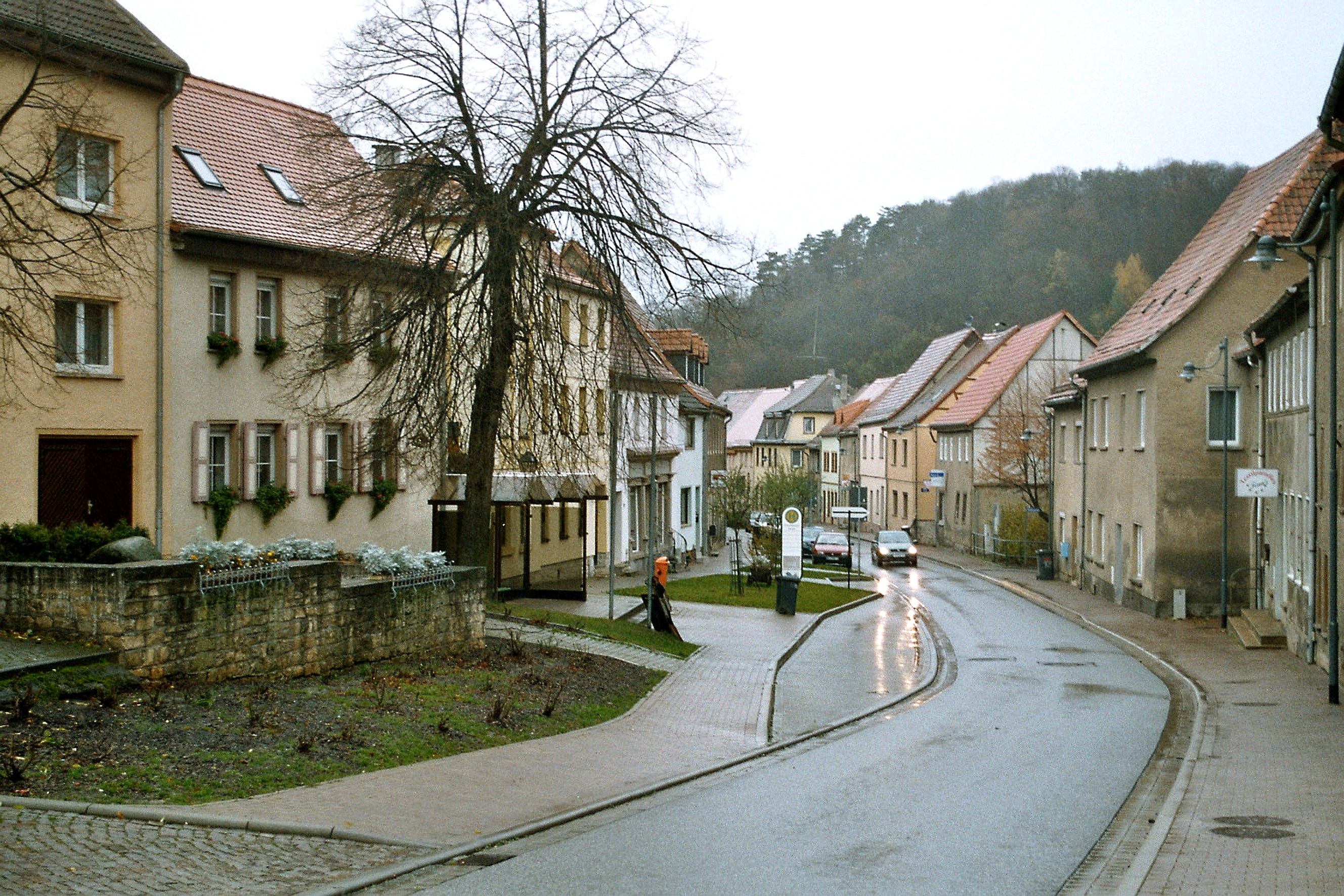
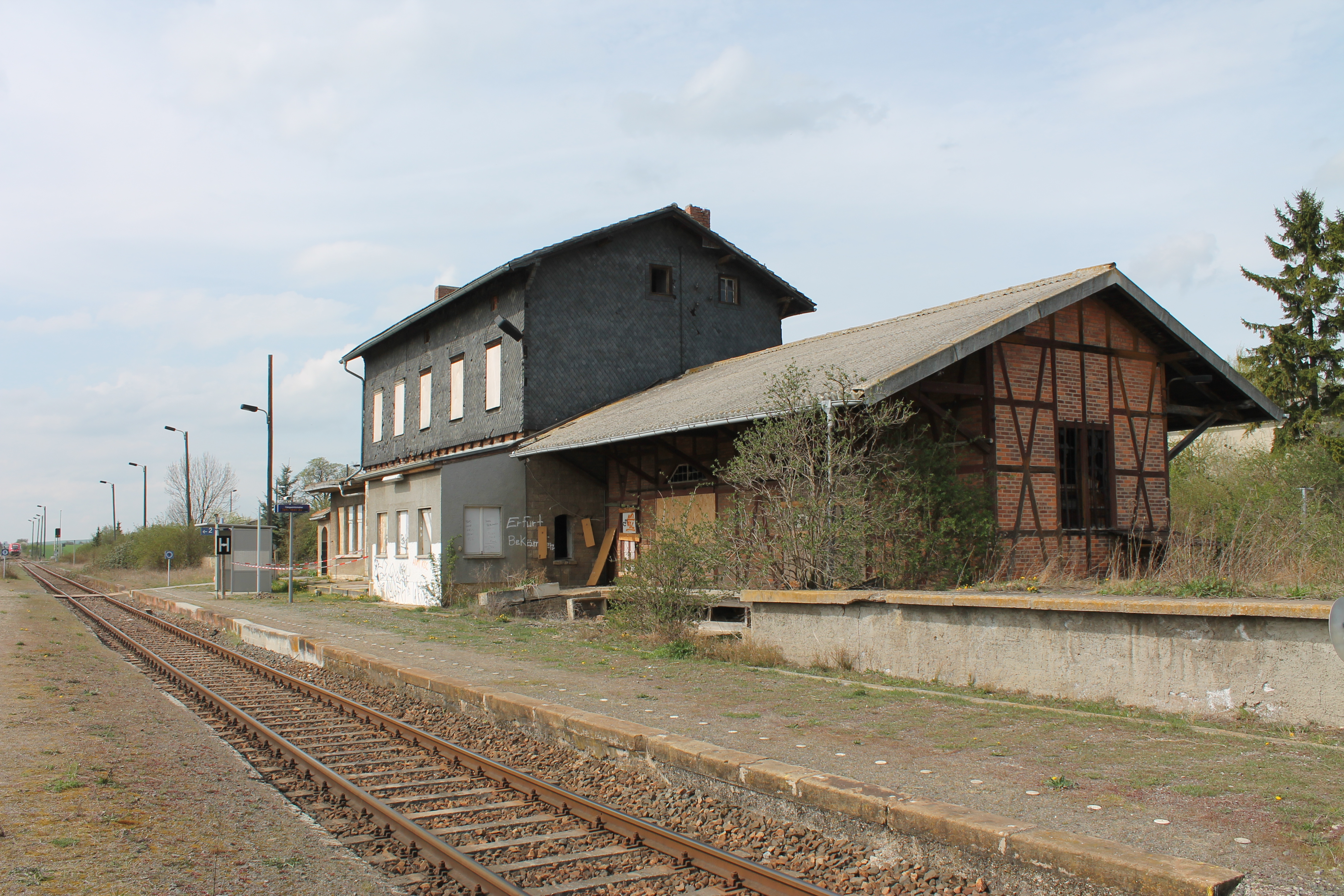